# Polytrichadelphus nukahivensis
Polytrichadelphus nukahivensis är en bladmossart som beskrevs av Brotherus 1905. Polytrichadelphus nukahivensis ingår i släktet Polytrichadelphus och familjen Polytrichaceae. Inga underarter finns listade i Catalogue of Life.